# Открытый чемпионат Англии по снукеру
Открытый чемпионат Англии по снукеру (англ. English Open) — профессиональный рейтинговый снукерный турнир, проводящийся с 2016 года.

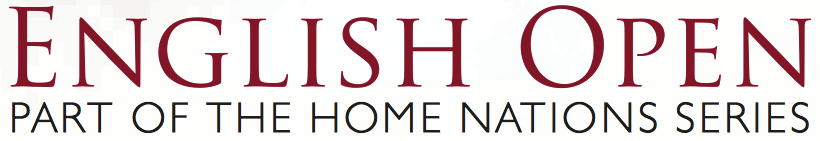

29 апреля 2015 года руководитель снукера Барри Хирн объявил, что соревнование под названием English Open пройдет впервые в 2016 году в Манчестере, Англия, и будет одним из четырёх турниров, входящих в серию Home Nations Series, в которую войдут также еще три турнира — Welsh Open, Northern Ireland Open и Scottish Open.
Победитель этого турнира получает приз  Davis Trophy, названный в честь бывшего чемпиона мира по снукеру Стива Дэвиса.
Призовой фонд турнира English Open (2016 год) — £366 000:
- победитель — £70 000,
- финалист — £30 000,
- полуфиналисты	— £20 000.

## Победители
| Место проведения | Год  | Сезон   | Победитель       | Финалист      | Счёт | Приз победителю |
| ---------------- | ---- | ------- | ---------------- | ------------- | ---- | --------------- |
| Манчестер        | 2016 | 2016/17 | Лян Вэньбо       | Джадд Трамп   | 9:6  | £ 70 000        |
| Барнсли          | 2017 | 2017/18 | Ронни О’Салливан | Кайрен Уилсон | 9:2  | £ 70 000        |
| Кроули           | 2018 | 2018/19 | Стюарт Бинэм     | Марк Дэвис    | 9:7  | £ 70 000        |
| Кроули           | 2019 | 2019/20 | Марк Селби       | Дэвид Гилберт | 9:1  | £ 70 000        |
| Милтон-Кинс      | 2020 | 2020/21 | Джадд Трамп      | Нил Робертсон | 9:8  | £ 70 000        |
| Милтон-Кинс      | 2021 | 2021/22 | Нил Робертсон    | Джон Хиггинс  | 9:8  | £ 70 000        |
| Брентвуд         | 2022 | 2022/23 | Марк Селби       | Люка Бресель  | 9:6  | £ 70 000        |
| Брентвуд         | 2023 | 2023/24 | Джадд Трамп      | Чжан Аньда    | 9:7  | £ 70 000        |
| Брентвуд         | 2024 | 2024/25 | Нил Робертсон    | У Ицзе        | 9:7  | £ 100 000       |